# Гуйенс, Альфонс
Альфонс Гуйенс (нидерл. Alphonse Goeyens; 5 января 1867, Брюссель — 17 апреля 1950, Моленбек-Сен-Жан) — бельгийский трубач и музыкальный педагог. Отец композитора Фернана Гуйенса.
Профессор трубы в Брюссельской консерватории в 1891—1932 гг. (и вновь в годы Второй мировой войны, когда его преемник Франц Вангерме был арестован), с 1897 г. занимал также должность «хранителя репертуара», ответственного за копирование необходимых для консерваторских концертов нот, — историк трубы Рейне Далквист (1945—2014) полагает, что таким образом директор консерватории Франсуа Огюст Геварт хотел освободить Гуйенса от работы в оркестре и дать ему возможность сосредоточиться на освоении новых разновидностей инструмента, позволяющих брать высокие звуки.
Внёс значительный вклад в возвращение в репертуар технически сложных сочинений предыдущих эпох. В 1902 г. вслед за Тео Шарлье исполнил в Бельгии партию трубы во Втором Бранденбургском концерте Иоганна Себастьяна Баха в аутентичном виде, без понижения, благодаря инструменту работы Виктора Шарля Маийона, в 1907 г. воскресил в Брюсселе концерт для трубы с оркестром Йозефа Гайдна (в 1929 г. опубликовал его редакцию для трубы и фортепиано).